# Amor, Plástico e Barulho
Amor, Plástico e Barulho é um filme de drama romântico brasileiro de 2015, dirigido por Renata Pinheiro e escrito pela diretora em parceria com Sérgio Oliveira. Estrelado por Maeve Jinkings e Nash Laila, o filme conta a história de duas cantoras do brega que se rivalizam em busca de uma carreira de sucesso em Recife.
Amor, Plástico e Barulho foi lançado nos cinemas do Brasil em 22 de janeiro de 2015 pela Boulevard Filmes. O filme foi recebido com críticas mistas e positivas por parte dos críticos especializados. Em geral, as atuações das protagonistas (Maeve Jinkings e Nash Laila) foram elogiadas, e até premiadas. A direção de Pinheiro também recebeu elogios, sendo citada como uma "visão carinhosa e ao mesmo tempo crítica que lança sobre a cena brega". Entretanto, alguns pontos de edição do longa, como a inserção de imagens e reportagens de baixa qualidade entre as cenas, receberam críticas negativas por prejudicar o desenvolvimento da trama. O filme teve uma breve distribuição comercial, gerando uma receita de R$ 31.232,71.
O filme foi distribuído em diversos festivais de cinema, onde recebeu alguns prêmios. Na 46ª edição do Festival de Cinema de Brasília, o filme foi premiado com três Troféus Candango, incluindo os prêmios de Melhor Atriz e Melhor Atriz Coadjuvante para Maeve Jinkings e Nash Laila, respectivamente. No 21° Prêmio Guarani de Cinema, maior premiação da crítica de cinema do Brasil, o filme recebeu sete indicações, incluindo as categorias de Melhor Atriz para Maeve Jinkings, Melhor Atriz Coadjuvante para Nash Laila e Melhor Revelação para a cineasta Renata Pinheiro.

## Enredo
Shelly (Nash Laila) é uma jovem dançarina que sonha em se tornar cantora de Brega, um gênero musical romântico e sensualmente atraente, popular no nordeste brasileiro. Inserida em um mundo onde tudo é descartável, como sucesso, amor e relacionamentos humanos, Shelly vive uma trajetória difícil e tumultuada em direção ao desejo de ser famosa. Jaqueline (Maeve Jinkings), sua colega de banda, uma cantora decadente e experiente, é seu espelho. Seguindo os passos de Jaqueline ela pretende virar uma grande cantora de música Brega.

## Elenco
- Maeve Jinkings como Jaqueline
- Nash Laila como Shelly
- Samuel Vieira como Allan
- Leo Pyrata como DJ Perigo
- Rodrigo García como Rubi
- Paulo Michelotto como Amadeo
- Jennyfer Caldas como Patrícia
- Dedesso como Zinho
- Everton Gomes como Nen
- Rodrigo Riszla como apresentador de TV

## Produção
O filme é o primeiro longa-metragem dirigido por Renata Pinheiro. As filmagens do filme ocorreram em 2012 com locações distribuídas na cidade de Recife. O filme é uma coprodução entre Brasil (Aroma Filmes), França (Neon Productions) e Argentina (Milk Wood). A produção do filme é assinada pela diretora e seu então marido, Sérgio Oliveira, o qual também colaborou na construção do roteiro. O filme contou com um orçamento de R$ 470 mil.

## Lançamento
Amor, Plástico e Barulho teve sua première oficial no Festival de Cinema de Brasília em 14 de setembro de 2013, onde foi elogiado e recebeu três prêmios do júri oficial. Sua estreia internacional ocorreu no Festival Indie Lisboa, em Portugal. O filme foi lançado no Canadá no Brazilian Film Festival of Toronto, que ocorreu entre 16 e 19 de outubro de 2014 em Toronto, onde foi premiado como Melhor Longa-metragem de Ficção pelo júri oficial. No Brasil, ainda foi selecionado para o Festival de Aruanda, na Paraíba, e para o Janela Internacional de Cinema do Recife, em Pernambuco. Foi exibido no Tesape Encuentro del Audiovisual, no Paraguai.

## Recepção

### Bilheteria
Segundo dados do Anuário Estatístico do Cinema Brasileiro de 2015, realizado pela Ancine, o filme foi distribuído em apenas 12 salas de cinema pelo Brasil, nas cidades de São Paulo, Brasília, Porto Alegre, Fortaleza, Aracaju, Maceió, Recife e Belo Horizonte. Amor, Plástico e Barulho registrou um público de cerca de 5.430 espectadores, gerando uma receita de R$ 31.232,71 e tornando-se o filme 50° filme brasileiro mais assistido nos cinemas em 2015.

### Resposta dos críticos

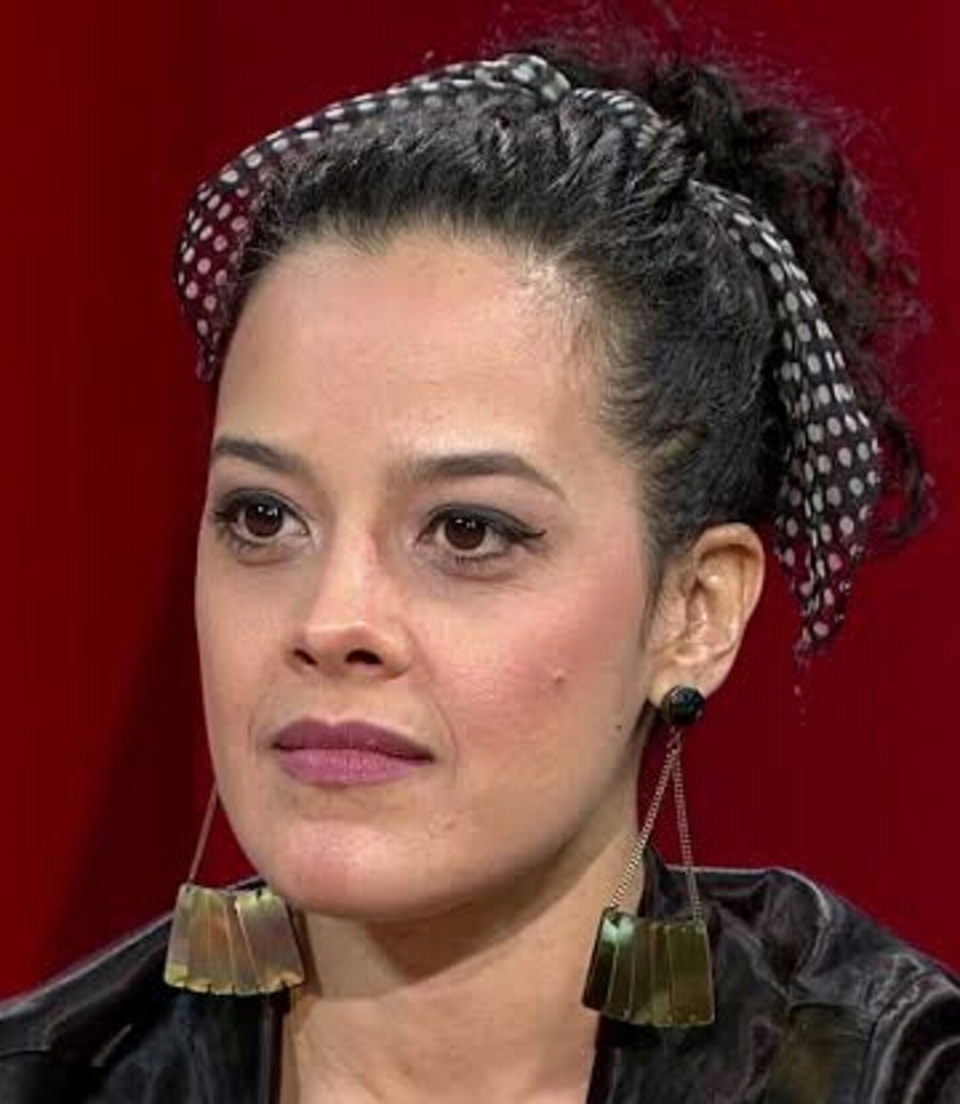
A performance de Maeve Jinkings como a cantora Jaqueline recebeu muitos elogios, rendendo uma indicação ao Prêmio Guarani de Melhor Atriz.

Amor, Plástico e Barulho obteve uma repercussão positiva entre os críticos de cinema do Brasil. No site agregador de resenhas AdoroCinema, o filme dispõe de uma média de 3,9 de 5 () estrelas com base em 12 críticas publicadas na imprensa. Lucas Salgado, escrevendo para o próprio AdoroCinema, avaliou o filme com 4 de 5 estrelas (), o que o classifica como "Muito Bom". Para o crítico, o filme "não perde tempo se alongando e trata de dizer tudo aquilo que pretende. Trata-se de uma obra envolvente, intrigante e extremamente divertida. Pode-se debater se o filme está rindo com suas personagens ou de suas personagens, mas não parece ser o objetivo da diretora fazer piada do universo brega."
Arthur Grieser, do website Cinema com Rapadura, deu ao filme uma nota 8 de 10 e ressaltou o trabalho da direção, escrevendo que "a diretora é extremamente feliz ao estabelecer com grande eficiência um belo contraste que permeia toda a película em seus quase 90 minutos de projeção; da felicidade de Shelly (Nash Laila) com todo o glamour daquele universo recém-descoberto, com a tristeza e a depressão de Jaqueline (Maeve Jinkings) ao vivenciar um arco descendente em sua carreira [...]".
Júlio Cavani, para o jornal Diário de Pernambuco, escreveu: "Como nos contos de fadas, há um clima de sonho - só que nem tudo é necessariamente maravilhoso. O lado glamuroso do movimento cultural pernambucano contemporâneo aparece na tela e é valorizado, mas há espaço para o risco da decadência. No final, o que fica é a magia." Luiz Zanin Oricchio, do Estado de S.Paulo, disse: "O filme de Renata Pinheiro ilustra, de maneira deslocada para o âmbito individual, a famosa frase de Marx, "Tudo que é sólido desmancha no ar" [...] Tudo é precário e provisório. Da fama e do posto conquistado, aos amores e sentimentos - tudo passa rápido e parece impossível de ser preservado.
Sérgio Alpendre, do jornal Folha de S.Paulo, pontuou o trabalho das atrizes que encabeçam o elenco, dizendo que "Jinkings e Laila são duas atrizes da nova geração do cinema brasileiro, e aqui estão em momentos inspirados de suas carreiras. Acreditamos que elas são mesmo Jaqueline e Shelly, tamanha a entrega das duas." Robledo Milani, crítico do website Papo de Cinema, disse: "O caráter descartável das coisas, das pessoas, dos sentimentos e das conquistas é o mote a ser revelado durante o desenrolar da ação de "Amor, Plástico e Barulho". As duas protagonistas lutam, assim como aqueles que as circundam, por melhores condições, por sucesso, por aclamação."

## Prêmios e indicações
| Ano  | Associações                                   | Categoria                     | Recipiente(s)                  | Resultado | Ref.  |
| ---- | --------------------------------------------- | ----------------------------- | ------------------------------ | --------- | ----- |
| 2013 | Festival de Cinema de Brasília                | Melhor Atriz                  | Maeve Jinkings                 | Venceu    | [ 4 ] |
| 2013 | Festival de Cinema de Brasília                | Melhor Atriz Coadjuvante      | Nash Laila                     | Venceu    | [ 4 ] |
| 2013 | Festival de Cinema de Brasília                | Melhor Direção de Arte        | Dani Vilela                    | Venceu    | [ 4 ] |
| 2013 | Festival de Aruanda do Audiovisual Brasileiro | Melhor Filme                  | Amor, Plástico e Barulho       | Venceu    | [ 8 ] |
| 2013 | Festival de Aruanda do Audiovisual Brasileiro | Melhor Atriz                  | Maeve Jinkings                 | Venceu    | [ 8 ] |
| 2013 | Janela Internacional de Cinema do Recife      | Melhor Atriz (menção honrosa) | Maeve Jinkings                 | Venceu    | [ 8 ] |
| 2013 | Janela Internacional de Cinema do Recife      | Melhor Montagem               | Eva Randolph                   | Venceu    | [ 8 ] |
| 2014 | Mostra Filmes Livre                           | Melhor Filme                  | Amor, Plástico e Barulho       | Venceu    | [ 8 ] |
| 2014 | Festival de Cinema de Triunfo                 | Melhor Atriz                  | Nash Laila                     | Venceu    | [ 8 ] |
| 2014 | Festival de Cinema de Triunfo                 | Melhor Fotografia             | Fernando Lockett               | Venceu    | [ 8 ] |
| 2014 | Brazilian Film Festival of Toronto            | Melhor Filme                  | Amor, Plástico e Barulho       | Venceu    | [ 9 ] |
| 2014 | Brazilian Film Festival of Toronto            | Melhor Direção                | Renata Pinheiro                | Venceu    | [ 9 ] |
| 2016 | Prêmio Guarani de Cinema Brasileiro           | Melhor Atriz                  | Maeve Jinkings                 | Indicado  | [ 5 ] |
| 2016 | Prêmio Guarani de Cinema Brasileiro           | Melhor Atriz Coadjuvante      | Nash Laila                     | Indicado  | [ 5 ] |
| 2016 | Prêmio Guarani de Cinema Brasileiro           | Melhor Música                 | DJ Dolores e Yuri Queiroga     | Indicado  | [ 5 ] |
| 2016 | Prêmio Guarani de Cinema Brasileiro           | Melhor Figurino               | Catarina Jacobsen              | Indicado  | [ 5 ] |
| 2016 | Prêmio Guarani de Cinema Brasileiro           | Melhor Direção de Arte        | Thales Junqueira e Dani Vilela | Indicado  | [ 5 ] |
| 2016 | Prêmio Guarani de Cinema Brasileiro           | Melhor Maquiagem              | Donna Meirelles                | Indicado  | [ 5 ] |
| 2016 | Prêmio Guarani de Cinema Brasileiro           | Melhor Revelação              | Renata Pinheiro                | Indicado  | [ 5 ] |